# Leo Khasin
Leonid „Leo“ Khasin (* 29. April 1973 in Moskau) ist ein deutscher Zahnarzt und Regisseur. Er lebt nach einem Studium der Zahnmedizin in Berlin. Khasin stammt aus einer osteuropäischen jüdischen Familie, die nach ihrer Einwanderung in Waltrop (Kreis Recklinghausen) und Bremen lebte.

## Leben
Bereits im Alter von zwölf Jahren wurde Leo Khasin von dem exilrussischen Regisseur Efraim Sewela für dessen Film Das Wiegenlied (Kołysanka) besetzt. Später studierte er an der FU Berlin Zahnmedizin und arbeitet bis heute mit seiner Schwester als Zahnarzt in Berlin. 2001 besuchte er die Kaskeline Filmakademie in Berlin und schloss sie mit dem Film Liebe Mutter ab, der beim Filmfest in Wismar den Publikumspreis erhielt.
Später war Leo Khasin Aufnahmeleiter und Assistent bei unterschiedlichen Film- und Fernseh- und Musikproduktionen. Sein Kurzfilm Durst (2003) wurde für den Deutschen Kurzfilmpreis nominiert. Kickback (Kurzfilm) lief 2005 auf der Berlinale. 
Von 2006 bis 2007 studierte er an der Autorenschule Hamburg.
In seiner Berufstätigkeit als Zahnarzt wurde Khasin nach eigener Auskunft während der Auszeichnung beim Kirchlichen Filmfestival Recklinghausen 2012 mit vielen Schicksalen konfrontiert, die er in seinem Debütfilm Kaddisch für einen Freund verarbeitete.

## Filmografie
- 2001: Liebe Mutter (Abschlussarbeit an der Kaskeline Filmakademie Berlin)
- 2003: Durst (Kurzfilm)
- 2005: Kickback (Kurzfilm)
- 2008: Das Glück ist da, wo wir sind (Fernsehfilm)
- 2009: Die getürkte Hochzeit (Fernsehfilm)
- 2009: Happy Boys (Fernsehfilm)
- 2012: Kaddisch für einen Freund
- 2020: Das Unwort
- 2024: Pärchenabend

## Auszeichnungen
- Deutscher Kurzfilmpreis Nominierung 2003 für Durst
- FFF Projektförderung 2009 für Kaddisch für einen Freund
- Kirchliches Filmfestival Recklinghausen: Auszeichnung für die Regie bei Kaddisch für einen Freund